# Nashville West
Nashville West was een in Californië gevestigde countryband die een van de pioniers was van countryrock.

## Bezetting
- Clarence White[4] (gitaar)
- Gib Guilbeau[5] (gitaar, zang)
- Gene Parsons[6] (drums)
- Wayne Moore[7] (basgitaar)

## Geschiedenis
In 1966 kwamen Gib Guilbeau en Gene Parsons, die voorheen lid waren van de band The Casteways, samen voor een opnamesessie met The Gosdin Brothers. Ze werden versterkt door de bekende gitarist Clarence White, die eerder voor de Kentucky Colonels had gespeeld. Even later kwam bassist Wayne Moore, die ook bij The Casteways had gespeeld. Het kwartet is gemaakt onder verschillende namen, zoals The Reasons en The Gary Paxton Band, huisband van de Nashville West Club in El Monte (Californië).
De band veranderde uiteindelijk zijn naam in Nashville West en werkte aanvankelijk als studioband voor het nieuw opgerichte Bakersfield International Records label. De vier muzikanten namen deel aan verschillende opnamen van het kleine label onder leiding van Gary Paxton. Ze hadden ook optredens in Nashville West en andere clubs in Californië. Dankzij het uitstekende gitaarspel van White vormde zich al snel een loyale aanhang.
Nashville West produceerde slechts één album, dat ook slechts acht jaar na de ontbinding van de band werd uitgebracht (en in 2003 werd uitgebreid met vier bonusnummers op cd). Het bevat live-opnamen, opgenomen door Gene Parsons in 1967 tijdens optredens in de Nashville West Club op een tweesporige bandrecorder. De band stopte iets meer dan een jaar nadat White en Parsons door The Byrds waren overgenomen. Gilbeau werd later lid van de Flying Burrito Brothers. Moore werkte als sessiemuzikant.

## Discografie

### Albums
- 1976: Nashville West